# دریاچه قامیس‌لی‌باس
دریاچه قامیس‌لی‌باس (به قزاقی: Lake Kamyslybas) یک دریاچه در قزاقستان است که در استان قزل‌اوردا واقع شده‌است.